# Папа Бонифације VIII
Рођен као Бенедето Каетани (1235—1303) кардинал је постао 1281, а за папу је изабран 24. децембра 1294. под именом Бонифације VIII пошто је Целестин V абдицирао. После њега за папу је изабран Бенедикт XI.

## Живот и каријера

### Фамилија
Бенедето Каетани је рођен у Анањију, неких 50 km (31 mi) југоисточно од Рима. Био је млађи син Рофреда Каетанија (Подеста од Тодија 1274–1275), члана баронске породице Папске државе, Каетани или Gaetani dell'Aquila.
Преко своје мајке, Емилије Патрасо ди Гваркино, нећакиње папе Александра IV (Риналдо деи Конти ди Сегни, који је и сам био нећак папе Гргура IX), није био далеко од седишта црквене моћи и покровитељства. Млађи брат његовог оца, Атенолфо, био је Подеста ди Орвието.

### Рана каријера
Бенедето је направио прве кораке у религиозни живот када је послат у манастир Мањих фратара у Велетрију, где је стављен под бригу свог стрица по мајци фра Леонарда Патраса. Добио је канонство у катедрали у породичном упоришту Анањи, уз дозволу папе Александра IV. Најранији запис о њему је као сведок чина епископа Пандулфа од Анањија 16. октобра 1250. године. Године 1252, када је његов стриц Пјетро Каетани постао бискуп Тодија, у Умбрији, Бенедето га је пратио у Тоди и тамо започео своје правне студије.
Његов ујак Пјетро му је 1260. доделио каноникат у катедрали Тоде. Такође је дошао у посед малог оближњег кастела Сисмано, места са двадесет и једном ватром (огњишта, породице). У каснијим годинама, отац Виталис, приор С. Егидио де С. Гемино у Нарнију, сведочи да га је познавао и разговарао са њим у Тодију и да је Бенедето био у школи коју је водио Рушет, доктор права, из тог града.
Бенедето никада није заборавио своје корене у Тодију, касније је град описао као „место своје ране младости“, град који га је „хранио док је био још у нежним годинама“, и као место за које је „држао трајна сећања“. Касније у животу више пута је изражавао своју захвалност Анањију, Тодију и својој породици.
Године 1264, Бенедето је ушао у Римску курију, можда путем адвокатске канцеларије. Служио је као секретар кардинала Симона де Бриона, будућег папе Мартина IV, на мисији у Француској. Папа Урбан IV (Жак Панталеон) је именовао кардинала Симона између 25. и 27. априла 1264. да се укључи у преговоре са Карлом Анжујским, грофом де Прованса, о круни Напуља и Сицилије. Дана 1. маја 1264. добио је дозволу да за своју мисију именује два или три табелиона (секретара), од којих је један био Бенедето.
Дана 26. фебруара 1265, само једанаест дана након крунисања, нови папа, папа Клемент IV, писао је кардиналу Симону, рекавши му да прекине преговоре и одмах отпутује у Провансу, где ће добити даља упутства. Истог дана, Климент је писао Карлу Анжујском, обавештавајући га да папа има 35 услова на које Карло мора да пристане при прихватању круне; такође је писао Хенрију III Енглеском и његовом сину Едмунду да они никада нису били поседници Краљевине Сицилије.  Такође је похвалио кардинала сијенских банкара који су радили за Урбана IV на прикупљању средстава за Карла Анжујског, и да он треба да пренесе око 7.000 фунти турских из децима (пореза од десет одсто) Француске. Дана 20. марта 1265. године, да би убрзао посао са Карлом Анжујским, кардинал Симон је био овлашћен да петорици својих свештеника даје бенефиције из катедрала или на други начин унутар своје провинције. Ово је можда била прилика којом је Бенедето Каетани стекао бар неке од својих француских бенефиција. Дана 9. априла 1265. године, на молбу кардинала Симона де Бриона, легација коју му је доделио папа Урбан проглашена је да није истекла после смрти Урбана IV. Не би имало смисла доносити такву одлуку да је кардинал Симон већ престао да буде легат.
Дана 4. маја 1265. године кардинал Отобоно Фиески је именован за апостолског легата у Енглеској, Шкотској, Велсу и Ирској од стране новог папе Климента IV. Заправо, он је послат као наследник кардинала Гаја Фолкеса, који је 5. фебруара 1265. изабран за Климента IV. Дана 29. августа 1265. кардинала је на француском двору примио краљ Луј IX. Тамо је сазнао да су Симон де Монфор и његов син Хенри убијени у бици код Евешама раније тог месеца. Кардинал Отобоно је стигао у Булоњу тек октобра 1265. Пратио га је Бенедето Каетани. Био је у Енглеској до јула 1268, радећи на сузбијању остатака барона Симона де Монфора који су још увек били под оружјем против енглеског краља Хенрија III. Да би финансирали своју побуну, барони су наметнули порез од 10% на црквену имовину, који је папа желео назад јер је десетина била неканонска. Ова препрека је биоа главна брига кардинала Отобона и његове пратње. Док је био у Енглеској, Бенедето Каетани је постао ректор цркве Светог Лоренса у Тостеру, Нортхемптоншир.